# Oxyde mixte
En chimie, un oxyde mixte est le nom donné informellement à un oxyde qui contient des cations de plus d'un élément ou des cations d'un seul élément dans plusieurs états d'oxydation.
Le terme est habituellement appliqué aux composés ioniques solides qui contiennent l'anion oxyde O2− et des cations d'au moins deux éléments chimiques. Des exemples typiques sont l'ilménite (FeTiO3), un oxyde mixte de fer (Fe2+) et de titane (Ti4+), le minéral pérovskite, les oxydes à structure pérovskite et le grenat. Les cations peuvent être ceux d'un seul élément dans différents états d'oxydation : un exemple notable est la magnétite Fe3O4, qui contient les cations Fe2+ (fer ferreux) et Fe3+ (fer ferrique) dans un rapport 1:2. D'autres exemples notables comprennent les ferrites, le titanate de strontium SrTiO3 (qui, malgré son nom, contient le cation Ti4+ et non l'anion TiO32−), le grenat d'yttrium et d'aluminium Y3Al5O12, et beaucoup d'autres.
Parfois le terme est utilisé par extension à des solutions solides d'oxydes métalliques plutôt qu'à des composés chimiques.
L'oxyde mixte est un intermédiaire entre un oxyde métallique et un sel métallique. Parfois, les oxydes mixtes sont les sels d'acides métalliques faibles. La plupart du temps, ce sont seulement deux oxydes différents fortement liés.
Cependant, le terme est parfois également appliqué aux composés de l'oxygène avec deux autres éléments ou plus, où certains ou tous les atomes d'oxygène sont liés de façon covalente dans des oxoanions ou à des mélanges intimes de deux oxydes ou plus. Un exemple pourrait être les zincates. L'hydroxyde de zinc peut réagir avec l'hydroxyde de sodium concentré pour donner le zincate de sodium. Ce dernier contient des ions zincate.
Les minéraux constitués d'oxydes mixtes sont très nombreux. Les oxydes mixtes synthétiques composent de nombreuses céramiques aux propriétés remarquables et entrent dans beaucoup d'applications technologiques avancées, telles que des aimants puissants, des composants optiques avancés, des lasers, des semiconducteurs, des composants piézoélectriques, des supraconducteurs, des catalyseurs, des réfractaires, des manchons à incandescence, du combustible nucléaire. Les oxydes mixtes piézoélectriques, en particulier, sont largement utilisés dans des capteurs de pression, des jauges de déformation, des microphones, des transducteurs ultrasonores, des micromanipulateurs, des lignes à retard, etc.